# 元紋別站

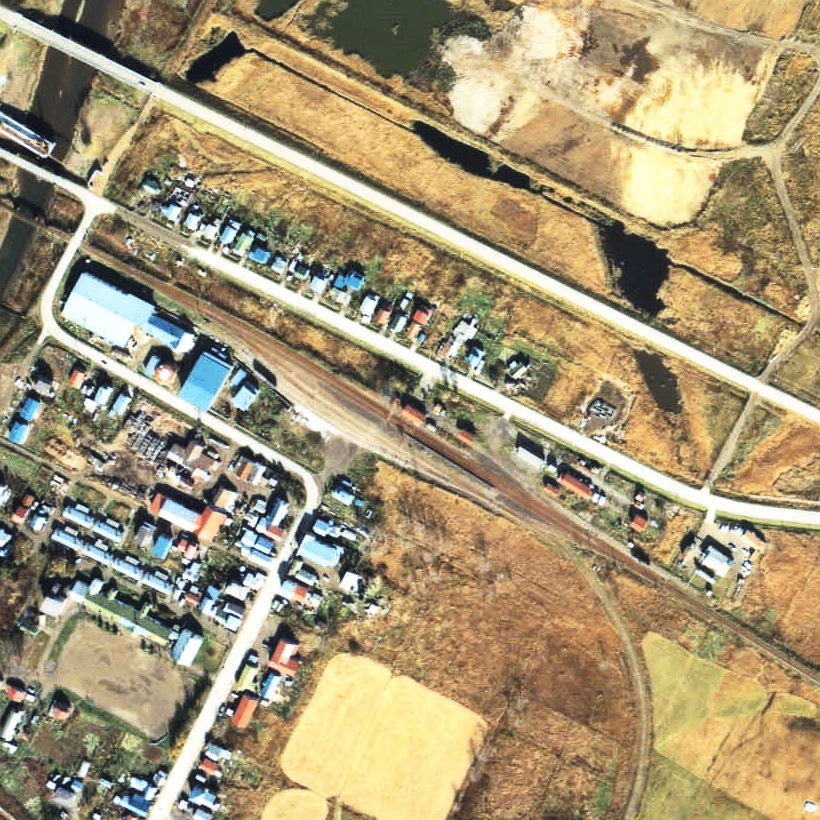
1978年的元紋別站與方圓約500米範圍。右邊是遠輕方向。向下分支的路軌是北見紙漿（後來經歷北陽製紙後，現時為王子物料）紋別工場專用線。當時站內設有2面2線的相對式月台。車站大樓旁邊靠近遠輕一方設有貨物月台和引込線。從該處可看見延伸至遠輕一方的留置線。在車站後方前往紙漿工場方向處設有貨物用的4條副本線。在結束處理貨物後，紙漿工場也關閉，現時已經沒有任何痕蹟。

元紋別站（日语：／ Moto-Mombetsu eki */?）是位於北海道紋別市元紋別，北海道旅客鐵道（JR北海道）的名寄本線車站（廢站）。隨著名寄本線廢線，車站在1989年（平成元年）5月1日廢除。

## 歷史
- 1921年（大正10年）3月25日 - 鐵道省名寄東線中湧別至興部之間開通，此站啟用。當時為一般車站。
- 1923年（大正12年）11月5日 - 路線名稱改為名寄本線。
- 1949年（昭和24年）6月1日 - 日本國有鐵道成立，成為日本國有鐵道車站。
- 1978年（昭和53年）12月1日 - 處理貨物方面，只限於專用線到發的車載貨物。
- 1984年（昭和59年）2月1日 - 結束處理貨物和行李。
- 1986年（昭和61年）11月1日 - 廢除交會設備，同時成為無人車站。
- 1987年（昭和62年）4月1日 - 伴隨國鐵分割民營化，車站由北海道旅客鐵道（JR北海道）營運。
- 1989年（平成元年）5月1日 - 名寄本線全線廢除，此站也廢除。

## 車站構造
截至車站廢除前，車站是一座地面車站，設有1面1線的單式月台。月台位於路軌東北方（遠輕方向的列車會開啟左邊車門）。
在國鐵時代末期無人化前，此站設有2面3線的混合式月台（單式、島式月台），當時可進行列車交會。車站大樓一方月台中央部分與島式月台中央部分之間設有站內平交道連接。截至1983年（昭和58年），車站大樓一方的單式月台（東北方）是下行1號月台，島式月台面向車站大樓的月台是上行2號月台，而背向大樓的路軌截至1983年（昭和58年）為一條側線（3號線）。在3號線外側（靠山一方）設有3條舊貨物側線，在該處設有1條分支側線。在1號月台靠近遠輕一方設有路軌分支，連接車站大樓東邊的貨物月台（缺角式月台）和1條貨物側線。當時附近設有紙漿工場，在廢除處理貨物業務前，專用線上設有許多貨物進出。
此站是無人車站。在有人車站時代還有車站大樓。車站大樓位於站內東北方，鄰接月台中央部分。大樓原本是一座古老木製建築物，後來大樓外牆塗上了白色。

## 站名的由來
車站名稱取自所在地名。由於該地區是「紋別」這個名稱的發源地，因此冠上了「元」字。而「紋別」地方名是源自阿伊努語的「モ・ペッ」（安靜的河流），於此站附近設有描述該河流的藻鼈川。

## 使用狀況
- 在1981年度（昭和56年度），1日上下車人次為27人[1]。

## 車站周邊
- 國道238號（日语：国道238号）（鄂霍次克國道）[3]
- 北海道道305號紋別丸瀨布線（日语：北海道道305号紋別丸瀬布線）
- 北海道道873號小向元紋別線（日语：北海道道873号小向元紋別線）
- 元紋別簡易郵局（北紋巴士總部內）
- 紋別市立元紋別小學
- 藻鼈川[3]
- 北紋巴士、北海道北見巴士（日语：北海道北見バス）「元紋別」巴士站

## 現況
截至2001年（平成13年），已經看不到任何車站痕蹟。在舊站靠近遠輕一方附近還有一些路堤。截至2011年（平成23年），舊站遺址變成公園和北紋巴士的總部。在舊站靠近遠輕一方的路軌遺址還有一片防雪林，以及未鋪裝的道路，該道路途經一本松站後連接紋別機場前。
在1948年（昭和23年）廢除的鴻紋軌道元紋別停留所距離此站1公里以上。

## 相鄰車站
北海道旅客鐵道（JR北海道）
名寄本線
紋別－元紋別－一本松

## 注腳
1. 1 2 3 4 5 6 7 8  宮脇俊三 (编). . 原田勝正. 小學館. 1983-07: 211. ISBN 978-4093951012 （日语）.
2. 1 2  太田幸夫. . 富士Comtem. 2004-02: 187. ISBN 978-4893915498 （日语）.
3. 1 2  . 地勢堂. 1980-03: 35 （日语）.
4. ↑  宮脇俊三 (编). . JTB Can Books. JTB出版. 2001-07: 35. ISBN 978-4533039072 （日语）.
5. 1 2  本久公洋. . 北海道新聞社. 2011-09: 124–125. ISBN 978-4894536128 （日语）.